# Епрувета
Епрувета је део лабораторијског прибора коју чине прстолика стаклена туба са отвором на врху и заобљеним дном у облику латиничног слова U. Често се на врху налази проширење, које помаже при пресипању течности из епрувете у неку другу посуду.

## Конструкција и употребе
Епрувете се праве у разним дужинама и дебљинама јер се употребљавају у разне сврхе. Најчешће их користе хемичари за одлагање дискретних узорака материјала, најчешће течности, током хемијских експеримената. Стога су направљене тако да омогуће лако загревање тих узорака. Епрувете се често праве од стакала отпорних на ширење као што је Пирекс и често су отпорне на ватру коју производе апарати као што је шпиритусна лампа. Туба за загревање се, са друге стране, користи за загрејавање узорака током било ког временског интервала и користи се за складиштење хемикалија.
Епрувете од пластике се праве инјекционим обликовањем. То је процес у коме се пластика загрева, а онда под притиском уноси у калуп за епрувету, који је најчешће металан.